# 電気車研究会
株式会社電気車研究会（でんきしゃけんきゅうかい）は、鉄道関係の書籍・雑誌を刊行している日本の出版社である。鉄道図書刊行会（てつどうとしょかんこうかい）の名称を併用している。
元会長は元・日本テレビプロデューサーの田中知己。

## 出版物
- 『鉄道ピクトリアル』（月刊） - 鉄道の総合雑誌。
- 『鉄道要覧』（年刊）
- 『電気車の科学』（月刊） - 1994年5月号限りで休刊中。